# Imitazione di Cristo
L’Imitazione di Cristo (titolo originale in latino: De Imitatione Christi) è, dopo la Bibbia, il testo religioso più diffuso di tutta la letteratura cristiana occidentale. Il testo è in lingua latina e ne è sconosciuto l'autore. La rosa di nomi a cui attribuire l'opera è, sostanzialmente, ridotta a tre figure: il frate agostiniano Tommaso da Kempis, Jean Gerson e Giovanni Gersen.
Scritta durante il periodo medievale, l'opera ha per oggetto la via da percorrere per raggiungere la perfezione ascetica, seguendo le orme di Gesù (Christomimesis).

## Storia

### Sfondo storico

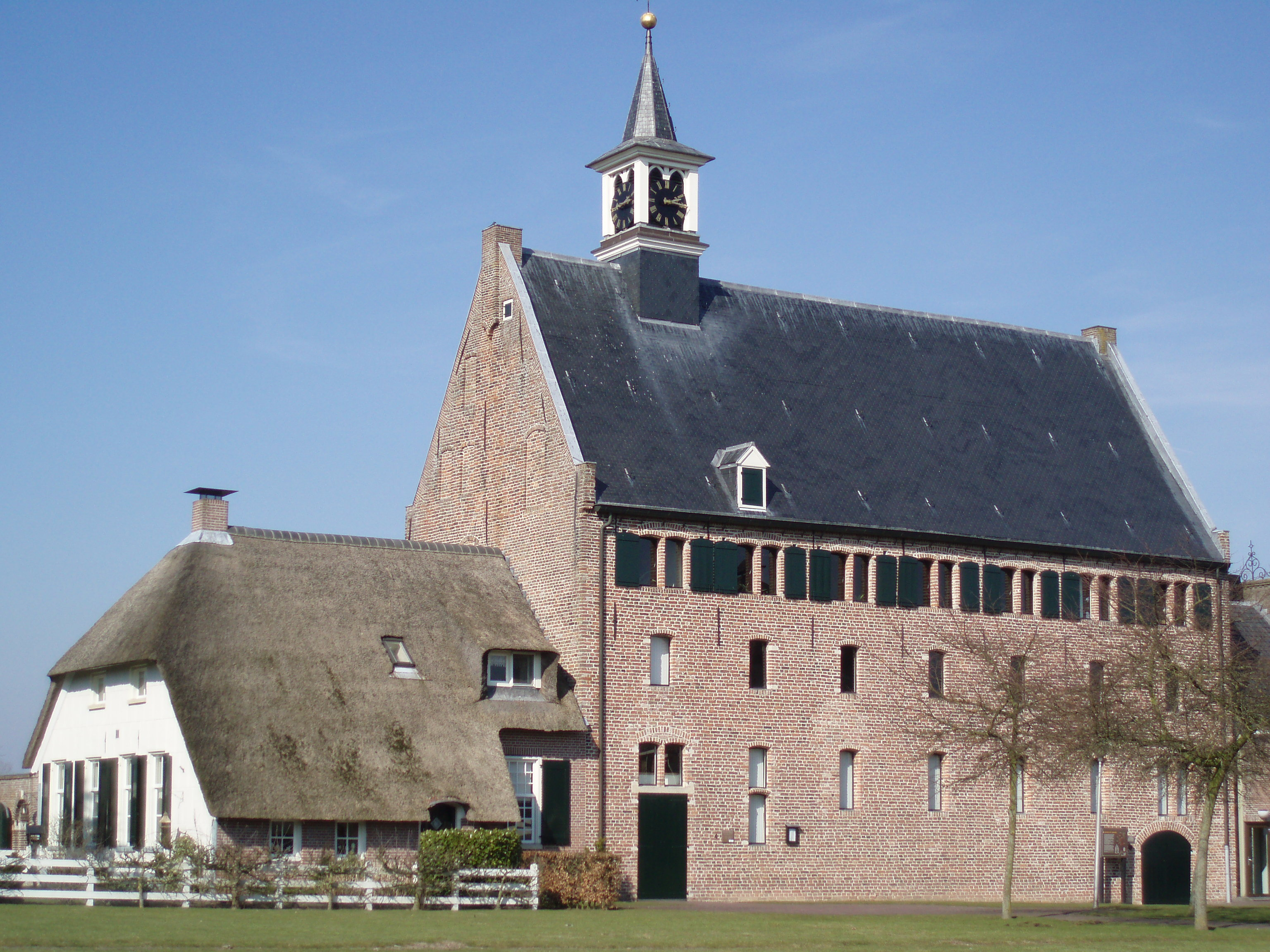
L'abbazia di Windesheim, dove ebbe inizio la Devotio moderna.

L'ideale dell'imitazione di Cristo è stato da sempre un elemento importante nella teologia, nell'etica e nella spiritualità cristiana. Riferimenti a questo concetto e alla sua pratica si trovano già nei primi documenti del cristianesimo come nelle Lettere di San Paolo.
L'imitazione di Cristo è oggetto di alcuni scritti ascetici di Gregorio di Nissa: Ad Harmonium quid nomen professione christianorum sibi velit (Ad Armonio, ossia ciò che importa il nome e la professione di cristiano); Ad Olympium monachum et qualem oporteat esse Christianum
 ("Al monaco Olimpio, quale debba essere il cristiano").
Sant'Agostino vedeva l'imitazione di Cristo come un proposito fondamentale per la vita del buon cristiano e come rimedio all'imitazione dei peccati di Adamo. San Francesco d'Assisi credeva che l'imitazione fisica e spirituale di Cristo, evocata tramite la povertà e la predicazione sull'esempio di Gesù che era povero dalla nascita e morì nudo sulla croce, fosse un esempio chiaro da mettere in pratica nella vita quotidiana di quanti decidevano di seguirlo. Il tema dell'imitazione di Cristo è stato mantenuto in tutte le fasi della teologia bizantina come appare nell'opera Vita di Cristo di Nicola Cabasilas del XIV secolo il quale riteneva che "vivendo la vita personale" in Cristo fosse la primaria delle virtù del cristianesimo.
Il concetto di imitazione di Cristo venne ripreso già dal movimento della Devotio moderna, iniziato da Geert Groote, insoddisfatto dello stato della Chiesa della sua epoca e percepito come graduale perdita delle tradizioni monastiche e mancanza di valori morali tra il clero. Il punto focale della Devotio moderna fu la riscoperta delle pratiche religiose originarie e la riconversione del clero alla vera vita del cristianesimo delle origini. L'Imitazione di Cristo venne scritta certamente nell'ambito del movimento della Devotio moderna, fiorita in Europa settentrionale ma diffusasi poi nel resto del continente e oltre le possibilità dello stesso movimento, portando infine a una delle cause della riforma protestante.
Tra la Summa Theologica di San Tommaso d'Aquino e l'Imitazione di Cristo, si pone quindi la Scala perfectionis del mistico agostiniano Walter Hilton (1340–1396), il quale si vedeva come "erede pastorale di San Gilberto".

### Controversie sull'attribuzione
Come accennato, permangono dubbi sul reale autore del testo. Lo storico britannico Brian McNeil suppone che il vero autore sia Jean Gerson, teologo e filosofo francese, cancelliere dell'Università di Parigi.
Una terza teoria ritiene invece che l'opera sia frutto del lavoro di più persone che hanno provveduto a completare il testo in tempi diversi. L'ipotesi si basa sulla differente impostazione stilistica dei primi due libri rispetto agli ultimi due. In effetti, i primi due libri sembrano abbozzare una sorta di "regola monastica", «intesa al governo della vita interiore» e quasi contrapposta alle scuole filosofiche realista e nominalista.
Una quarta teoria vede il benedettino Giovanni Gersen tra gli autori dell'opera.
Il terzo libro è scritto con uno stile più drammatico, probabilmente aggiunto in un momento successivo. Il quarto libro, incentrato completamente sull'importanza dell'eucaristia, fa altresì pensare a una stesura più tarda - probabilmente risalente al XIV secolo - quando le dispute su quel sacramento erano particolarmente accese.
Una quinta teoria propende per l'attribuzione all'ambiente dei Padri Certosini. A questo proposito Enzo Bianchi scrive: «L'opera può essere collocata e a noi pare certamente proveniente da ambiente monastico con possibilità di essere più quello certosino, attento alle ragioni del cuore, nutrito di cristocentrismo individuale, diffidente verso le forme di vita comunitaria, che quello benedettino che, per quanto ambiente solitario, esprime pure esigenze comunitarie che nel libro mai si fanno sentire».
Per riuscire a districarsi tra le vere motivazioni per cui questo lavoro non è finora stato attribuito con certezza, va tenuto presente che la querelle sull'attribuzione di questa importante opera letteraria è stata alimentata, non solo ma anche, da motivi poco elevati come i nazionalismi vari e il prestigio di qualche ordine religioso. Il dibattito tra gli studiosi, ha proposto finora, come alternative più credibili quelle di Gerson, francese e "cancelliere" della Sorbona (1363-1429), Tommaso da Kempis (1380 - 1471) e Giovanni Gersen (1243 - ?), benedettino vercellese. Quest'ultimo, nel Dizionario storico degli autori ecclesiastici (1768-1771, 4 voll.) rileva come Gersen fosse una persona molto colta e come conoscesse San Francesco d'Assisi e Sant'Antonio da Padova.
Nel ventesimo secolo tuttavia la maggioranza degli scienziati ha accettato Tommaso da Kempis come autore, soprattutto dopo due grandi opere degli studiosi:
- Delaissé, L.M.J., Le manuscrit autographe de Thomas a Kempis et "L'imitation de Jésus-Christ": Examen archéologique et édition diplomatique du Bruxellensis 5855-61, Paris/Anvers, 1956, 2 tomes;
- Huijben, Jacques, et Debongnie, Pierre, L'auteur ou les auteurs de L'Imitation, Bibliothèque de l'Université, Louvain, 1957.

## Contenuto
L'Imitazione di Cristo è suddiviso in quattro libri, ciascuno dei quali tratta argomenti specifici relativi alla vita spirituale e alla devizione cristiana:

### Libro Uno - Consigli sulla Vita Spirituale
Questo libro è incentrato sulle prime fasi del cammino spirituale. Inizia con l'invito a imitare Cristo, riconoscendo che la vera felicità si trova nell'imitazione del Salvatore. Vengono affrontate tematiche come il disprezzo del mondo, la vanità delle ricchezze e il desiderio di pace interiore. L'autore sottolinea l'importanza di ritirarsi dal mondo e di coltivare una profonda vita interiore attraverso la meditazione sulla Parola di Dio e la preghiera. Questo libro offre consigli pratici su come vivere una vita più devota.

### Libro Due - La Vita Interiore
Questo libro si concentra sulla crescita spirituale e l'approfondimento dell'esperienza religiosa. Viene enfatizzata la necessità di pazienza, umiltà e amore sincero. L'autore incoraggia i lettori a sviluppare un cuore umile, pronto a servire gli altri, e a cercare l'approvazione di Dio piuttosto che quella degli uomini. Il libro contiene anche riflessioni sulla comunione eucaristica e sull'importanza di riceverla con devozione.

### Libro Tre - Consolazione interiore
Questo libro affronta il tema della sofferenza e della croce, insegnando che la sofferenza può portare alla crescita spirituale. L'autore esamina la passione di Cristo e la sofferenza redentrice, invitando i lettori a abbracciare le proprie croci con pazienza e fede. Si sottolinea la fiducia in Dio anche durante le prove, poiché le difficoltà possono essere viste come un mezzo per purificare l'anima e avvicinarsi a Dio. Si evidenzia un mutamento nello stile: il testo diventa infatti una sorta di dialogo mistico con Cristo.

### Libro Quattro - Il sacramento dell'eucaristia
Questo libro si concentra sulla celebrazione dell'eucaristia e sulla partecipazione alla santa comunione. L'autore offre consigli pratici su come prepararsi adeguatamente alla comunione eucaristica, sottolineando l'importanza di riceverla con devozione e rispetto. Questo libro approfondisce il significato della comunione eucaristica come un atto di unione con Cristo e come un nutrimento spirituale essenziale per la vita cristiana.

## IlDe imitatione Christicome ispirazione del pensiero
Il De imitatione Christi è stato testo fondamentale per diverse personalità del mondo religioso e laico sin dalla sua uscita. All'ombra delle parole di Tommaso da Kempis si sono formati ad esempio sant'Ignazio di Loyola (che consigliò il testo a san Filippo Neri), san Carlo Borromeo, santa Teresa d'Avila, san Giuseppe Benedetto Cottolengo, san Giovanni Bosco e santa Maria Domenica Mazzarello. Il testo è stato punto di riferimento dottrinale per papa san Pio V, per papa san Pio X e per papa Pio XI, oltre ad aver raccolto il plauso di scrittori laici come Hippolyte Taine, Auguste Comte, Jules Michelet, Giosuè Carducci e Benedetto Croce, oltre a scienziati e letterati come Pierre Corneille, Voltaire, Jean-Jacques Ampère, Adolphe Retté, Giovanni Papini e Thomas Merton.

### Teresa di Lisieux
Tra i più illustri allievi dell'autore del "De imitatione Christi" va annoverata la suora carmelitana e dottore della Chiesa santa Thérèse di Lisieux. La composizione letteraria del monaco agostiniano infatti è capitale per riuscire a comprendere a pieno la figura della carmelitana, in quanto è proprio su questo testo di mistica medioevale che si è svolta la sua prima formazione. Teresa, durante l'adolescenza, portava sempre questo libro con sé, e avendolo meditato a lungo era giunta a conoscerne ampi stralci a memoria.

### Bossuet
Bossuet definiva questo libro "Quinto evangelo", tanta era l'importanza che gli accordava rispetto a tanti altri libri che nel loro insieme costituiscono la letteratura cristiana.

### Voltaire
Lo stesso Voltaire, non credente, riconobbe meriti singolari a quest'opera che si è imposta nei secoli come capolavoro ascetico e letterario insieme.

### Papa Giovanni XXIII
Anche il papa del Concilio Vaticano II si ispirava regolarmente al De imitatione Christi.

### Benedetto Giuseppe Labre
Questo mistico e santo francese seguì quasi alla lettera l'insegnamento del libro. Alla sua morte i suoi unici averi erano un Vangelo, un crocifisso, un breviario per le preghiere quotidiane e appunto una copia del De imitatione Christi.

## Edizioni
- L'Imitazione di Cristo, traduzione di Vincenzo Mancardi, Alba (CN), Istituto Missionario Pia Società S. Paolo, 1944.
- L'Imitazione di Cristo, traduzione di Ambrogio Recalcati, Cinisello Balsamo (MI), Edizioni San Paolo, 2013, ISBN 978-88-215-7895-3, OCLC 953776047.